# Judy Garland
Judy Garland (Grand Rapids, Minnesota 10. lipnja 1922. – London, 22. lipnja 1969.), američka filmska glumica i pjevačica.

## Životopis
Judy Garland je rođena kao Frances Ethel Gumm. Pripadala je anglikanskoj zajednici. Kći bivših izvođača u vodvilju, imala je isti interes za glazbu i ples. Prvi put je nastupila s 2,5 godine na Badnjak 1924. sa sestrama u očevu crkvenom zboru. Prekrasnoga glasa, mogla je izraziti više osjećaja u samo jednoj pjesmi. U izboru najvećih ženskih zvijezda svih vremena, ona je na 8. mjestu. Sa samo 13 godina potpisala je ugovor sa studiom MGM. Otpjevala je pjesmu na rođendanu Clarka Gablea. Kada je Gene Kelly počinjao svoju filmsku karijeru, ona je glumila s njim u njegovom prvom filmu. U devet filmova partner joj je bio Mickey Rooney. Najpoznatija je po ulozi u mjuziklu koji je prerastao u klasik, Čarobnjak iz Oza. Smatra ju se najvećom zvijezdom zlatnog doba holivudskih mjuzikala. Bila je visoka samo 150 centimetara. Smatrala se neprivlačnom. Na snimanju filma Čarobnjak iz Oza glumcima su davani amfetamini i barbiturati da bi ostali budni. To će je odvesti u ovisnost iz koje se nikada neće izvući. Udavala se više puta, a njena kći je Liza Minnelli. Nakon što joj je MGM otkazao ugovor, morala se nekako snalaziti da bi prehranila obitelj. Obožavatelji iz cijelog svijeta su dupkom punili dvorane kad god bi putovala svijetom želeći je čuti kako pjeva.
Još za života bila je prepoznata i (prva) gay ikona, a za gay pop kulturu film "Čarobnjak iz Oza" te pjesma "Somewhere over the Rainbow" i danas ima kultno značenje. Kada je umrla u Londonu sa samo 47 godina, tjedan dana poslije izbili su neredi u kafiću The Stonewall Inn u Njujorškoj četvrti Greenwich Village, koji su prerasli u višednevne demonstracije koje se smatraju početkom borbe za prava homoseksualnih i transrodnih osoba.

## Vanjske poveznice
- Judy Garland u internetskoj bazi filmova IMDb-u (engl.)
- Muzej Judy Garland u Minnesoti
- The Judy Room - fan stranica
- Judy Garland Database - fan stranica